# 黃一龍 (隆慶進士)
黃一龍（1534年—？），字雲卿，福建泉州府晉江縣人，軍籍，明朝政治人物。

## 生平
嘉靖四十三年（1564年）甲子科福建鄉試第三十四名。隆慶二年（1568年），登戊辰科第三甲第八十八名進士。曾官廣東潮陽縣知縣。

## 家族
曾祖父黃啟良；祖父黃廣濟；父黃堯佐，母陳氏。严侍下。